# Lista papilor care au abdicat

## Renunțări de bunăvoie
Papii care, de bunăvoie, au renunțat la sediul pontifical au fost:
- Clement Romanul, în anul 97, mort în 101 în exil.
- Ponțian , în 28 septembrie 235, mort în decembrie același an.
- Silveriu, în 11 noiembrie 573, mort la 2 decembrie 573
- Benedict al IX-lea, la 1 mai 1045, mort în 1055 sau 1056,
- Celestin al V-lea, în 13 decembrie 1294, mort pe 19 mai 1296,
- Grigore al XII-lea, în 4 iulie 1415, mort la 18 octombrie 1417,
- Benedict al XVI-lea, în 28 februarie 2013, mort la 31 decembrie 2022.

## Curiozități
dintre antipapi sunt numai doi care au renunțat de bunăvoie:
- Hippolytus, care a și murit mai apoi martir și este venerat sfânt împreună cu Ponțian, și
- Nicolaie al V-lea, antipapă, care a abdicat pe 25 iulie 1330 și a murit pe 16 octombrie 1333.